# Muzzy Izzet
Mustafa Kemal ("Muzzy") Izzet (Mile End, 31 oktober 1974) is een in Engeland geboren Turks voormalig voetballer die als centrale middenvelder speelde. Hij speelde acht seizoenen voor Leicester City, waarmee hij tweemaal de League Cup won, in 1997 en 2000. Izzet kwam achtmaal uit voor het Turks voetbalelftal. Een zware knieblessure maakte in juni 2006 vervroegd een einde aan de professionele loopbaan van de toen 31-jarige Izzet, die op dat moment voor Birmingham City uitkwam.

## Clubcarrière

### Leicester City, via Chelsea (1993–2004)

#### League Cup-overwinningen
Izzet begon zijn loopbaan bij Chelsea. Hij speelde echter geen minuut in de Premier League totdat hij werd uitgeleend aan Leicester City in het seizoen 1995/1996. Leicester nam Izzet in de zomer van 1996 definitief over van Chelsea voor £ 800.000. De centrale middenvelder werd een onmisbare pion onder manager Martin O'Neill, met wie de club twee prijzen won. In september 1999 werd Izzet uitgeroepen tot Premier League Player of the Month. Met vaste partner Neil Lennon op het middenveld won hij twee keer de League Cup met Leicester. In de finale van 1997 werd Middlesbrough verslagen na het spelen van een replay. De heenwedstrijd was op 1-1 geëindigd. Leicester-spits Emile Heskey sleepte de replay uit de brand; met de gelijkmaker in de 118e minuut, waardoor de goal van Fabrizio Ravanelli alsnog werd uitgewist. Izzet werd in de tweede verlenging gewisseld voor Mark Robins. 
In de terugwedstrijd was de uitslag 1-0, opnieuw na verlenging. Steve Claridge scoorde het verlossende doelpunt. Izzet speelde negentig minuten en kreeg een gele kaart. Leicester pakte zijn eerste prijs in 33 jaar tijd. In de finale van 1999 tegen Tottenham Hotspur zag Leicester de League Cup door de neus geboord nadat Allan Nielsen vlak voor blessuretijd scoorde (0-1). Izzet speelde de hele wedstrijd. Een jaar later stond Izzet met Leicester een derde keer in de finale. Leicester toonde zich in de finale de betere van seizoensrevelatie Tranmere Rovers, een tweedeklasser. Het werd 2-1 na twee doelpunten van aanvoerder Matt Elliott. Izzet speelde de volledige wedstrijd. 

#### Transferitis, degradatie uit en terugkeer naar Premier League
Een maand voor de wintermercato van het seizoen 2001/2002 diende hij plots een transferverzoek in. In het voorjaar van 2002 degradeerde Leicester uit de Premier League. Izzet maakte de aftocht naar het Championship gewoon mee, aangezien hij de club trouw bleef. Hij keerde met Leicester terug naar de Premier League in 2003, maar degradeerde tien maanden later alweer. Een half jaar voor zijn vertrek wees Leicester aanbiedingen van Aston Villa en Blackburn Rovers af. Izzet speelde 222 wedstrijden voor Leicester in de Premier League en scoorde in totaal 37 doelpunten voor de club in competitieverband.

### Birmingham City; blessure en einde carrière (2004–2006)
Na acht seizoenen verruilde hij Leicester in 2004 voor Birmingham City, waar hij een degelijk eerste seizoen draaide.
In zijn tweede seizoen liep het echter mis. Izzet liep een zware knieblessure op en herstelde niet meer. Hij stopte op 31-jarige leeftijd met profvoetbal.

## Interlandcarrière

### EURO 2000
Izzet speelde acht interlands voor zijn vaderland, Turkije. Hij maakte deel uit van de Turkse selectie van bondscoach Mustafa Denizli op het EK 2000 in België en Nederland — waar hij negentig minuten volmaakte tegen gastland België. 

### WK 2002
Izzet nam ook deel aan het WK 2002 in Japan en Zuid-Korea, onder leiding van bondscoach Şenol Güneş. Turkije won de troostfinale van gastland Zuid-Korea met 2-3. Izzet bleef negentig minuten op de bank. Hij speelde toch een keer mee op het eindtoernooi. Izzet mocht na 74 minuten invallen voor Ümit Davala tijdens de verloren halve finale tegen latere winnaar Brazilië (1-0).

## Erelijst
| Competitie                  |                |                  |
| Competitie                  | Aantal         | Jaren            |
| Leicester City              | Leicester City | Leicester City   |
| --------------------------- | -------------- | ---------------- |
| League Cup                  | 2×             | 1996/97, 1999/00 |
| Turkije                     |                |                  |
| Wereldkampioenschap voetbal |                | 2002             |